# Фаменський ярус
| Система/ Період                                                        | Відділ/ Епоха      | Ярус/ Вік         | Вік (млн років) | Вік (млн років) |
| ---------------------------------------------------------------------- | ------------------ | ----------------- | --------------- | --------------- |
| Карбон, С                                                              | Міссісіпій         | Турнейський, C1t  | молодше         | молодше         |
| Девон, D                                                               | Верхній/Пізній, D3 | Фаменський, D3fm  | 358,9           | 372,2           |
| Девон, D                                                               | Верхній/Пізній, D3 | Франський, D3f    | 372,2           | 382,7           |
| Девон, D                                                               | Середній, D2       | Живетський, D2zv  | 382,7           | 387,7           |
| Девон, D                                                               | Середній, D2       | Ейфельський, D2ef | 387,7           | 393,3           |
| Девон, D                                                               | Нижній/Ранній, D1  | Емський, D1e      | 393,3           | 407,6           |
| Девон, D                                                               | Нижній/Ранній, D1  | Празький, D1p     | 407,6           | 410,8           |
| Девон, D                                                               | Нижній/Ранній, D1  | Лохковський, D1l  | 410,8           | 419,2           |
| Силур, S                                                               | Пржидольска, S3    | поділ відсутній   | древніше        | древніше        |
| Підрозділи Девонської системи наведені згідно МКС, станом на 2018 рік. |                    |                   |                 |                 |
| п о р                                                                  |                    |                   |                 |                 |

Фаменський вік і ярус, фамен (рос. фаменский ярус, фамен, англ. Famennian, нім. Famenne n) — верхній ярус верхнього відділу девонської системи. Від назви місцевості Фамен у Бельгії (Арденни). (А.Dumont, 1885).
В Україні відклади фаменського ярусу (конґломерати, ангідрити, пісковики, вапняки, доломіти, аргіліти, алевроліти, кам'яна сіль) поширені в Дніпровсько-Донецькій западині, на Донбасі, Волино-Подільській плиті й Галицько-Волинській синеклізі. Потужність їх до 2 тис. м і більше. З відкладами фаменського ярусу пов'язані поклади кам'яної солі й ґіпсу.